# SS Fatshan
El SS Fatshan (chino :佛山輪) fue un barco de vapor de pasajeros que se hundió en mares tempestuosos frente a la isla de Lantau (China) durante el tifón Rose, lo que provocó la pérdida de 88 vidas.

## Hundimiento

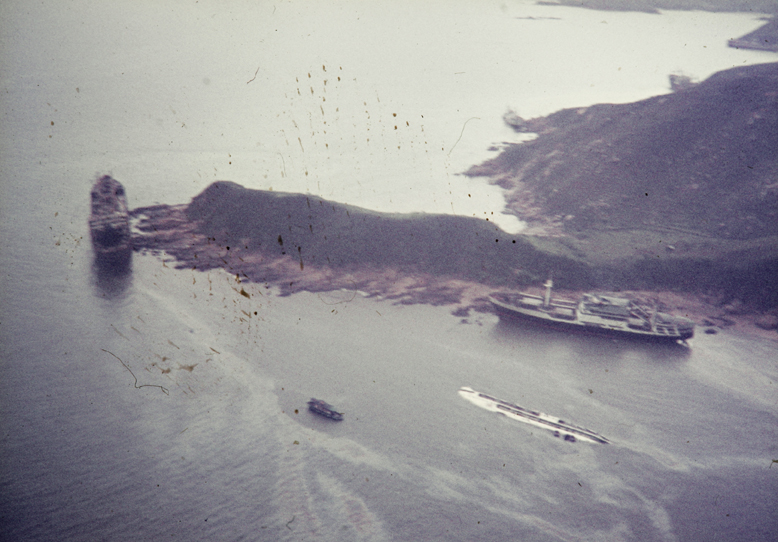
Naufragio del Fatshan frente a la isla de Lanta, tomado entre agosto y noviembre de 1971 después del tifón Rose.

El 16 de agosto de 1971, el Fatshan navegaba con 92 pasajeros y tripulantes cuando se vio atrapado en una fuerte tormenta provocada por el tifón Rose. El barco se vio obligado a anclar frente a la isla Stonecutters debido a los fuertes vientos. Durante el transcurso de la tormenta, el ancla del barco se rompió y aparentemente fue golpeado por varios barcos a la deriva, lo que provocó que el Fatshan volcara y se hundiera a unos 120 metros (390 pies) de la costa de la isla de Lantau a una profundidad de unos 6 metros (20 pies) de agua. 88 vidas se perdieron como resultado del hundimiento. Solo cuatro personas sobrevivieron al hundimiento del Fatshan y el naufragio no fue descubierto hasta que bajó la marea y un barco que pasaba encontró cuerpos flotando.
Los derechos de salvamento se vendieron a Lai Man Yau en septiembre de 1971 y las operaciones para rescatar al Fatshan se llevaron a cabo durante aproximadamente tres meses después del desastre.